# Hédervári (cráter)
Hedervári es un cráter de impacto que se encuentra en la parte sur de la Luna, a solo unos pocos diámetros de cráter del polo sur lunar. Está unido al borde norte del cráter más grande Amundsen, y al sur de Hale. Debido a su ubicación, este cráter se ve lateralmente desde la Tierra, lo que dificulta la cantidad de detalle que se puede observar. En consecuencia, es iluminado oblicuamente por el Sol, y el interior a menudo está envuelto en sombras.
|  |

Se trata de un cráter erosionado con un borde exterior áspero e irregular. El cráter más pequeño Amundsen C atraviesa el norte del brocal, así como parte del suelo interior. La muralla exterior de Amundsen cubre la parte sur de la pared interior. La plataforma interior es accidentada en algunas zonas, particularmente en su mitad occidental. El lado este es más llano y sin rasgos distintivos. Presenta un elemento montuoso alrededor del punto medio.
El cráter se identificó previamente como Amundsen A, antes de que la UAI lo renombrase en memoria de Péter Hédervári, un astrogeofísico húngaro.